# زر أباد (تشكدان)
زر أباد (بالفارسية: زرآباد) هي قرية تقع في إيران في هرمزغان. يقدر عدد سكانها بـ 149 نسمة بحسب إحصاء 2016.